# 有楽町センタービル

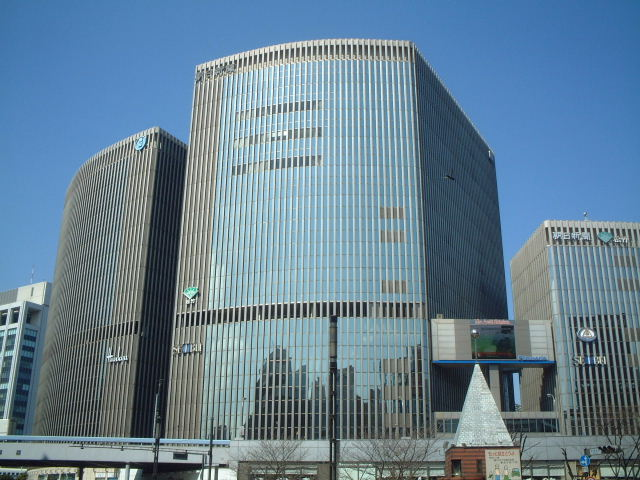
有楽町西武（右側）があった時代の有楽町マリオン

有楽町センタービル（ゆうらくちょうセンタービル）は、有楽町駅、銀座駅にほど近い東京都千代田区有楽町二丁目に所在する複合商業施設である。愛称は「有楽町マリオン（ゆうらくちょうマリオン、Yurakucho Mullion）」。

## 概要
かつてこの敷地には南町奉行所があったとされる。旧・朝日新聞東京本社、旧・日本劇場（日劇）、旧・丸の内ピカデリーがあったため、朝日新聞社、東宝、松竹が所有権を持っていた。3社が共同出資して設立した有楽町センタービル管理株式会社が管理している。
愛称の「マリオン (mullion) 」は、英語で建築用語の方立（ほうだて）を意味し、ガラス窓を縦に仕切る建具を指す。巨大なガラス建築を縦に2分割した構造から名付けられた。

当初の計画では、西武百貨店（出店当時は別会社の株式会社有楽町西武）が全館を借り、堤清二が悲願としていた東京都心でのフルライン都市型百貨店を展開する予定だったが、阪急東宝グループ（現・阪急阪神東宝グループ）の一員で、数寄屋橋阪急（現：東急プラザ銀座）を出店していた阪急百貨店が対抗して出店を決めたため、百貨店2館が併存してテナントになるという形となった。そうして1984年10月6日、有楽町西武と有楽町阪急を核店舗として有楽町マリオンがオープンした。
しかしバブル景気の崩壊後には、セゾングループ解体を経て株式会社そごう・西武へ移行した翌年の2010年12月25日に有楽町西武が閉店。区画所有者である朝日新聞と松竹の選考を経て、跡地にJR東日本系のファッションビル「ルミネ有楽町」が2011年10月28日に開業した。ルミネとしては初の駅ビル以外への出店となる。また、ルミネ開業に合わせて有楽町阪急もリニューアルされ、大人の男性を対象とした「阪急メンズ東京 (Hankyu MEN'S TOKYO) 」として2011年10月15日にオープンした。

### 映画館・劇場
開館当初は映画館も入居しており、TOHOシネマズ日劇、丸の内ピカデリー、丸の内ルーブルの3サイト全7スクリーン、そのいずれもが横幅13m以上のスクリーンと450以上の客席を有するロードショー館であった。合計の座席数は4,534席(2014年当時)に及び、同一施設内に入居する映画館の総座席数としては開館から約34年にわたり日本最多を誇っていた。東京メトロの駅案内板などでは総称として「マリオン映画街 (Mullion Movie Theaters) 」という呼称が使われており、一部の旅行案内ウェブサイトでは「プレミアムシネコン」という表現も用いられていた。
しかしながら、2014年に丸の内ルーブル、2018年2月4日にTOHOシネマズ日劇が閉館し、日本一の座席数の座は「TOHOシネマズ日比谷」に譲ることとなった（13スクリーン2830席、隣接するシャンテを含めて16スクリーン3448席）。
2024年現在、かつての映画館ゾーンには、下記の5施設（合計座席数：約4千席）が入居している。
- 有楽町朝日ホール

- スタジオアルタ・I'M A SHOW（2022年12月1日に「オルタナティブシアター」から名称変更[6]）

- ヒューリックホール東京

- コニカミノルタプラネタリアTOKYO

- 丸の内ピカデリー ドルビーシネマ

## 歴史

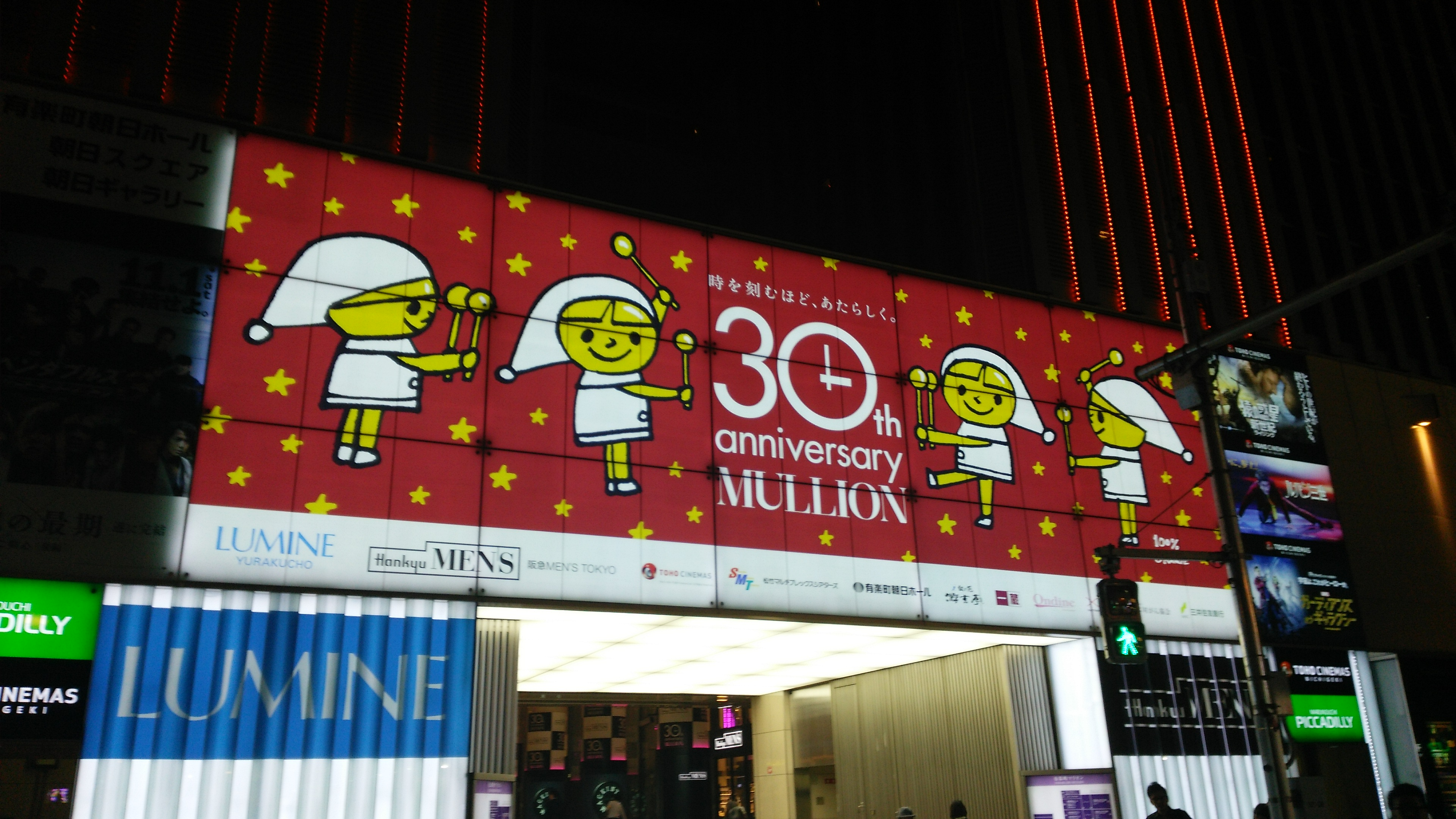
「有楽町マリオン」有楽町駅側ファサード、30周年デコレーション

- 1984年10月6日 - 有楽町駅前再開発事業の一環として、1期ビル（本館）オープン。
- 1987年10月3日 - 2期ビル（別館）完成。
- 1999年6月12日 - 丸の内松竹が「丸の内プラゼール」に改称。
- 2002年3月2日 - 日本劇場、日劇東宝、日劇プラザを「日劇PLEX」に改装。
- 2004年9月15日-10月31日 - 開館以来初となる全館一斉イベント「mullion 20th Anniversary～有楽町に逢いましょう。」開催。マリオン・クロックのスペシャルバージョンが披露されたほか、期間限定で公式サイトも作られた。
- 2005年クリスマスシーズン - クリスマスイルミネーション｢天使のプロムナード｣スタート。
- 2005年12月10日 - 丸の内ルーブルが「サロンパス ルーブル丸の内」に改称（2008年11月まで）。
- 2008年12月1日 - 丸の内プラゼールが「丸の内ピカデリー3」に改称。
- 2009年2月17日 - 日劇PLEXが「TOHOシネマズ日劇」に改称。
- 2009年10月6日-12月25日 - 25周年記念イベント｢25th Anniversary mullion～たのしい寄り道、つづく。｣開催。有楽町駅側ファサードのリニューアルのほか、｢天使のプロムナード｣がフィナーレを迎えた（翌年以降は毎年テーマを変えイルミネーションが開催されている）。
- 2010年12月25日 - 西武有楽町店が閉店。
- 2011年7月18日 - 有楽町阪急がリニューアル工事のため一時閉店。
- 2011年10月15日 - 有楽町阪急（1期ビル西側）をリニューアルし「阪急メンズ東京」オープン。
- 2011年10月28日 - 西武有楽町店跡地（1期ビル東側）に「ルミネ有楽町」オープン。
- 2014年8月3日 - 丸の内ルーブルが閉館。
- 2014年10月1日-12月25日 - 30周年記念イベント「ANNIVERSARY～時を刻むほど、あたらしく。」開催。マリオン・クロックのスペシャルバージョンが披露された。メインアートワークは100%ORANGEが担当。
- 2015年9月28日 - 公式ウェブサイトを開設。
- 2017年7月7日 - 丸の内ルーブル（2期ビル7階）跡地に「オルタナティブシアター」がオープン[7][8]
- 2017年11月9日 - 2018年2月14日 - ウィンタースペシャルイベント「Grand Theater〜きらめく劇場〜」開催。期間中のマリオンは劇場をイメージしたイルミネーションや装飾で彩られたほか、入居する映画館でもそれぞれ独自にイベントが開催され、約100作品もの映画が一挙に上映された。
  - 11月9日 - マリオンクロックのクリスマスバージョン。からくりに連動するイルミネーションとライトアップが追加された（12月25日まで）。
  - 12月26日 - イルミネーションのパターンが「スプリングバージョン」に変更（翌年2月14日まで）。
  - 1月12日 -  丸の内ピカデリー3にて「丸の内ピカデリー アニメーション爆音映画祭」を開催（2月2日まで）。
  - 1月27日 - TOHOシネマズ日劇にて「さよなら日劇ラストショウ」を開催（2月4日まで）
  - 2月4日 - この日をもってTOHOシネマズ日劇が閉館。
- 2018年7月6日 - TOHOシネマズ日劇スクリーン1（1期ビル西側11〜13階）跡地に、劇場（886席）「ヒューリックホール東京」がオープン[9]。
- 2018年12月2日 - ドルビーシネマ館への改装のため、丸の内ピカデリー3が通常の映画館としての営業を終了。
- 2018年12月19日 - TOHOシネマズ日劇スクリーン2・3（1期ビル西側9〜10階）跡地に「コニカミノルタプラネタリアTOKYO」がオープン[10][11]。
- 2019年10月3日 - 35周年記念イベント「35th ANNIVERSARY Re MULLION～有楽町で、遊びましょう。」開催。アニバーサリーアートワークはたなかみさきが担当。
  - 10月3日 - オープニングセレモニー開催。テーマソングをShin Sakiura、パフォーマンスをGANMIが担当。
  - 10月4日 - 丸の内ピカデリードルビーシネマが新館5階にオープン。
  - 11月29日 - ウィンターイルミネーションを開催（翌年2月14日まで）。
- 2020年2月14日 - この日をもって35周年記念イベントが終了。
- 2022年12月1日 - オルタナティブシアターが「I'M A SHOW」に名称変更してリニューアルオープン。

## 施設

### 1期ビル（本館）
- 地下2 - 4階 駐車場
- 地下1 - 地上8階 ルミネ有楽町1、阪急MEN'S TOKYO
- 1階 マリオン映画街 チケット売り場、三井住友銀行 ATM/外貨両替コーナー
- 9階 丸の内ピカデリー1・2、コニカミノルタプラネタリアTOKYO
- 11階 ヒューリックホール東京、焼肉叙々苑 游玄亭
- 11 - 14階 朝日新聞記念会館
  - 11階 有楽町朝日ギャラリー、有楽町朝日スクエア
  - 12階 有楽町朝日ホール（エントランスは11階）
  - 14階 きもの一蔵 銀座本店、オンディーヌ銀座本店、パートナーエージェント銀座店

### 2期ビル（別館・マリオン新館）
- 地下2 - 地上4階 ルミネ有楽町2
- 5階 丸の内ピカデリードルビーシネマ
- 7階 I'M A SHOW

## 近隣にあった百貨店
- 数寄屋橋阪急 - 銀座TSビル（解体）。現：東急プラザ銀座。
- 有楽町そごう - 読売会館。現：ビックカメラ有楽町店。

## からくり時計
施設壁面の設備として「マリオン・クロック」と名付けられたからくり時計が設置されている。形状は懐中時計。1984年10月の開業に併せて数寄屋橋側のファサード中央部に設置されたもので、時計の下は「ハッピーな待ち合わせの場」の異名を持つ。
左右に並ぶ映画館や朝日ホールのポスターとともに、40年近くに渡りマリオン周辺の顔となっている。
（以下、出典：朝日新聞 1988年10月9日 朝刊 13頁 夕刊経済特集面）
設計：乃村工藝社
制作：服部セイコー（現：セイコータイムクリエーション）
制作費：8000万円
当地の時計が人気となったことで、国内における設備型からくり時計の普及が一気に広まったとされる。
これもあって、同様のからくり時計は1988年末までに国内で100ヶ所近くの設置に至った。（服部セイコー単体では88年までに41台を納入している）
なかでも、多くの店舗に時計を設けた「百貨店そごう」「GMSジャスコ」をはじめ、地域の商店街や金融機関は「客寄せ」や「イメージアップ」を目的に、逆に自治体は「街の顔」として公共施設に設置する事例が相次いだという。
有楽町から始まった「からくり時計ブーム」は80年代後半に入っても続き、1987年11月には一般家庭用の小型からくり時計（5万円程度）をシチズンが量産するなど、国内の時計産業にも影響を与えた。
1988年当時、一般的な形態の掛け時計は月に1千個が行き渡っていたところ「家庭用からくり時計」に限っては倍以上の月2 - 4千個ほどが流通していたという。

### 演出
10時から22時（午後10時）までの12時間、毎正時に直径2.6mの時計盤が上昇して約4分半弱の間からくり演出を行う。
装置は圧縮空気を用いて動かしている。人形の身長は約50cm。
2014年10月、開業30周年の記念企画として演出音楽を「松任谷由実」のAnniversaryに差し替えたほか、記念イベントも開かれている。

## 登場作品
『ゴジラ』（1984年）
開業と同年に公開された特撮映画。ゴジラに壁面を破壊されるシーンで有楽町マリオンが登場している。特徴であるガラス面にゴジラが映るという描写もミニチュアで表現された。実際の建物とは向きが異なる。
撮影当時は建設中であったため、ミニチュアは竹中工務店から図面を借りて制作された。しかし、東宝のロゴマークがどこにつけられるかわからず、撮影当日まで決まらなかった。
美術助手の好村直行は、オープン前なので東宝から建物を壊しては駄目だと指示されていたことを証言しているが、特技監督の中野昭慶はゴジラが数寄屋橋交差点を踏み抜くシーンでやむなく壊したと述べており、このシーンについてビル関係者からカットの要求があったことを当時の新聞が報じている。一方、公開初日にマリオン内の日劇東宝で本作品を観た観客は、このシーンで歓声を上げていたという。
第1作『ゴジラ』（1954年）では、前身である日本劇場も初代ゴジラによって破壊されている。